# 押しボタン式信号機
押しボタン式信号機（おしボタンしきしんごうき）とは、交通信号機において、歩行者の横断要求を押ボタン箱により受付、要求がある場合に歩行者信号を青にする信号処理方法である。

## 日本

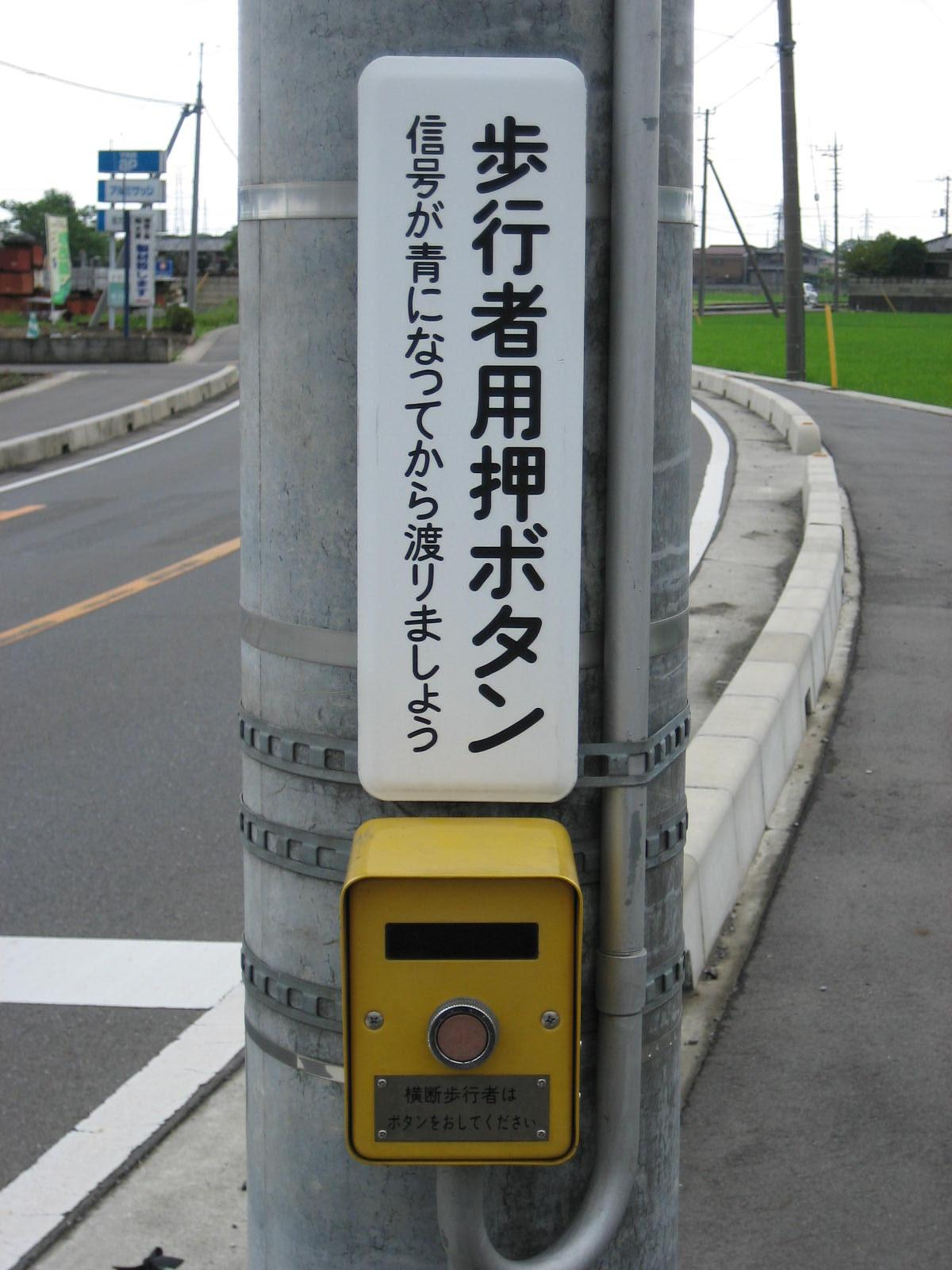
押しボタン

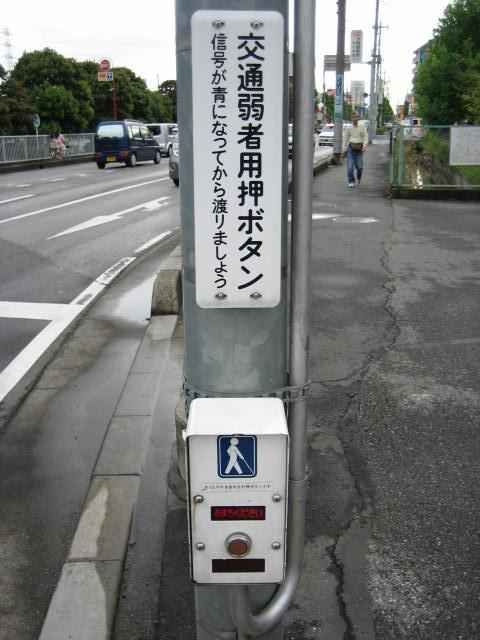
交通弱者用押しボタン

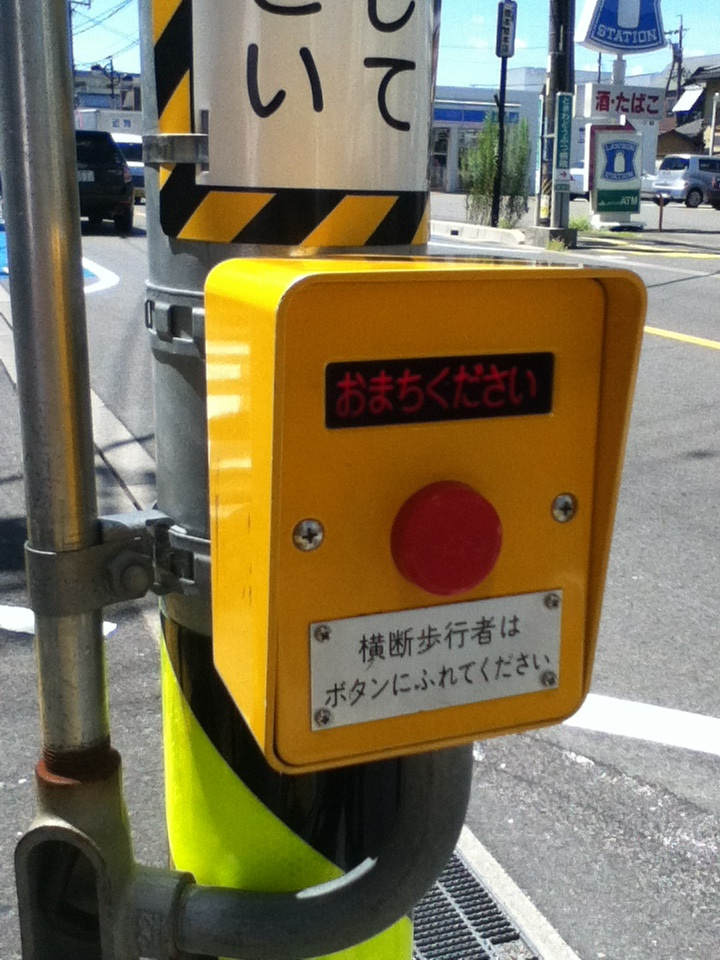
触れて操作する押しボタン

### 歴史
日本で初めて押しボタン信号機が設置されたのは1934年（昭和9年）7月で、東京市蒲田区の国道1号（現在の東京都大田区の国道15号）の梅屋敷前と六郷郵便局前に設置された。

### 方式
地域により、歩行者横断要求なし時の動作が違う。押しボタン式信号には以下の方式がある。

#### 常時幹線青方式
横断要求がない場合には常に車両用信号を青表示にし、押ボタンが押された場合は直ちに黄色→赤色とし、歩行者の横断要求にこたえる。
押ボタンを押したタイミングが車両用青時間の設定値以内の場合は、青時間計時終了後直ちに黄色→赤色となる。また、自動車の流れを妨げないよう同じ道路上の最寄りの信号機と関連を持たせて、その信号機の表示に合わせるものもある。

#### 幹線閃光方式
横断要求がないときは黄色点滅表示である。押しボタンを押すと、直ちに青色表示となり、間隔を置いて黄色→赤色とし、歩行者の横断要求にこたえる。なお、ボタンが押されると青色表示を略して黄色→赤色となるものもある。また、横断を終え歩行者側が赤色になったあと、車両側が青色になり、その後黄色点滅に復帰するもの、また青色表示を略して直ちに黄色点滅に復帰するものがある。青点灯時にボタンを押した場合は、車両側が黄点滅にならず青表示でそのまま変わる。
後者の方式は、愛知県・岐阜県・富山県・石川県などの中部地方を中心に採用され、近畿・中国・四国地方の一部の府県でのみ見られる。以前は静岡県でも採用していたが、2001年（平成13年）頃から常時幹線青方式への変更が進み、一部を除きあまり見られなくなった。また、交差側（従道路）にも信号機が設置されて、交差側（従道路）が赤点滅表示のものもあったが、こちらも近年は常時幹線青方式に変更されていて、交差側の信号機は撤去されたか、車両感応式信号機、或いは通常の信号サイクルに変更されている。この方式は愛知県・三重県・滋賀県・広島県・愛媛県・福岡県で採用されていた。
近年は渋滞や事故の減少のため常時幹線青方式に変更されるケースが多い（道交法では、信号機の灯火表示が黄色点滅の場合は他の交通に注意して進行することができるとされている。そのため、信号機手前で減速し、渋滞や事故が発生する）。しかし、青色点灯時でも、交差側から車両が飛び出してくることや、黄色点滅から変更されて間もないころではすぐに信号が変わると思いこみ、減速して事故や渋滞が発生する事態も起こっている。
一方で、交差点前後がカーブになっていたりするなど見通しの悪い交差点等では（スピード違反及びスピードによる交通事故防止の観点から）、常時幹線青方式から幹線閃光方式に変更されるケースもある。
岐阜県では2010年代に入ってから常時青方式も含めて押ボタン式信号機、車両感応式信号機は減少傾向であるが、2017年以降は交通量が少なく信号機の必要性が低下している交差点は幹線閃光方式に変更されるケースが増えている。但しこの2017年以降に導入された幹線閃光方式は歩行者信号機は消灯しており、実質信号機のない交差点と同様の交通規制となる。

#### その他
設置場所により24時間押ボタン式として動作するものや、特定の時間帯のみ押ボタン式として動作するものがある。後者の場合、昼間は通常の信号機として動作し、交通量の少ない夜間を押ボタン式として動作させる夜間押ボタン式信号機を採用するところが多いが、一部の夜間点滅信号機は点滅動作時は採用していないところもある。
1990年代後半以降、身体障がい者や高齢者などの交通弱者を対象とした専用の押ボタンも併設されているところもある。この押ボタンでは、安全に渡ることができるよう、通常のものより横断できる時間が長めに設定されている。なお、この押ボタンは押しボタン式以外の信号機に設置されていることもある。
災害・工事等での復旧・工事期間中に終日片側交互通行を行う目的で、都道府県公安委員会から委任を受けて設置している信号機の中で、信号規制開始地点となるどちらか一方または両側、時には規制範囲内に交差点がある場合のその場所で車両感応式信号機による制御をしている場合、停車場所に設けられるセンサー（感知器）に自動二輪車や自転車等が感知されにくい事を考慮して、停車場所付近に「二輪車用」等と表示された押しボタンを設けるケースもある。
一部では矢印式信号機と組み合わせたものもみられる。

### 標示板
標示板には「押ボタン式」・「夜間押ボタン式」・「押ボタン信号」・「押ボタン信号機」・「夜間押ボタン信号」・「押ボタン式信号」・「夜間押ボタン式信号」などの表示がある。近畿地方の場合、大阪府・京都府・和歌山県が「（夜間）押ボタン式」、奈良県では「押ボタン信号」の表示である。以前は大阪府・兵庫県でも「（夜間）押ボタン信号」の表示があったが、今は撤去されており、「（夜間）車両感応式」（兵庫県では「感知式」）や歩行者用信号にのみ「（夜間）押ボタン式」に変更されている。
兵庫県を除く近畿地方と中四国では車両用信号機に表示板を設置している。
岐阜県は、歩行者灯器にのみ「押ボタン式」表示版が設置される。（一部車灯にも設置している交差点もある）歩車分離式の場合は、「歩車分離式（押ボタン式）」と表記される。またかつては夜間のみ押ボタン式の交差点は「閑散時押ボタン式」と表記されている交差点も存在したが、前述のように押ボタン式、車両感応式信号機が減少傾向である事から閑散時押ボタン式の表示板は現在は殆ど見られなくなっている。
福岡県の場合は歩行者信号には「押ボタンを押してください」というフォントが独特な看板が着いており自動車信号には「押ボタン式信号」と書かれた看板が着いているものと着いていないものがある

### 文字の色
「おしてください」「おまちください」と表示される文字の色については、かつては警察庁の通達により赤色と決められていた。しかし色弱者から見えにくいという苦情が寄せられたため、2009年から赤色以外も使用可能となり、社会実験の結果、白色の文字が一番見やすいことが分かった。この白色の文字は高齢者にも見やすいという。2011年から徳島県で白色表示を導入。2013年からは岡山県でも導入を進め、それ以外の自治体でも順次導入されている。

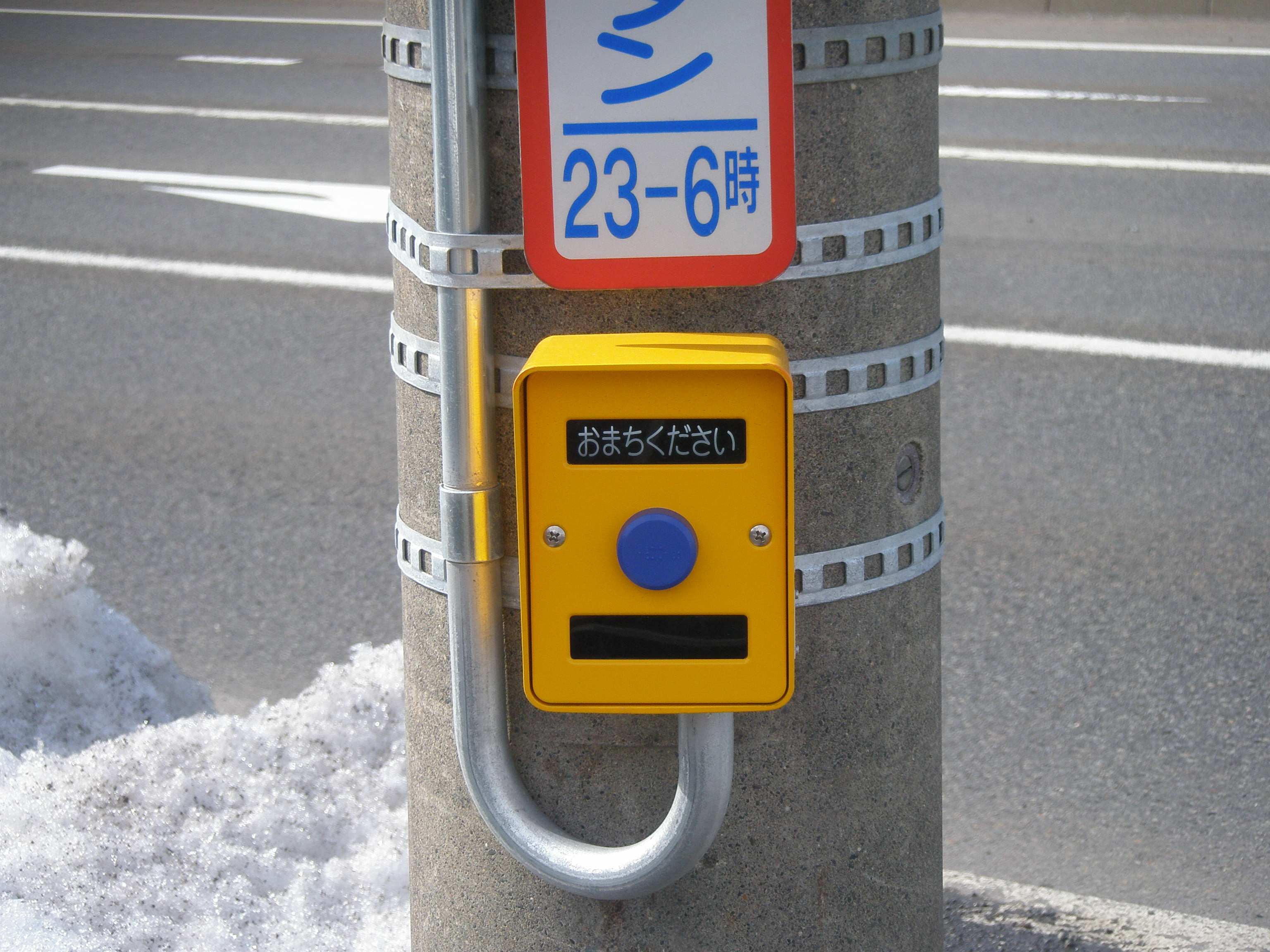
白色文字色の押しボタン

### タッチ式スイッチ
高齢者などに配慮し、触れるだけで押せる新型押しボタンを2016年より順次導入している。触れるとアナウンスが流れる仕様となっており、外国人にも配慮し、英語での放送もなされている。
- 次の青信号まで、しばらくお待ちください。Please wait to light on green.

### ボタンを押さずに渡る歩行者の問題
「ボタンを押してもすぐに信号が変わらないから」や「自分1人のために多くの車を止めるのは忍びない」との理由でボタンを押さず、歩行者用信号が赤にもかかわらず渡る歩行者がいるが、このような行為は危険であり、かつ犯罪行為（道路交通法違反）となる行為であるため、きちんとボタンを押して信号が変わってから渡ることが勧められている。

## イギリス

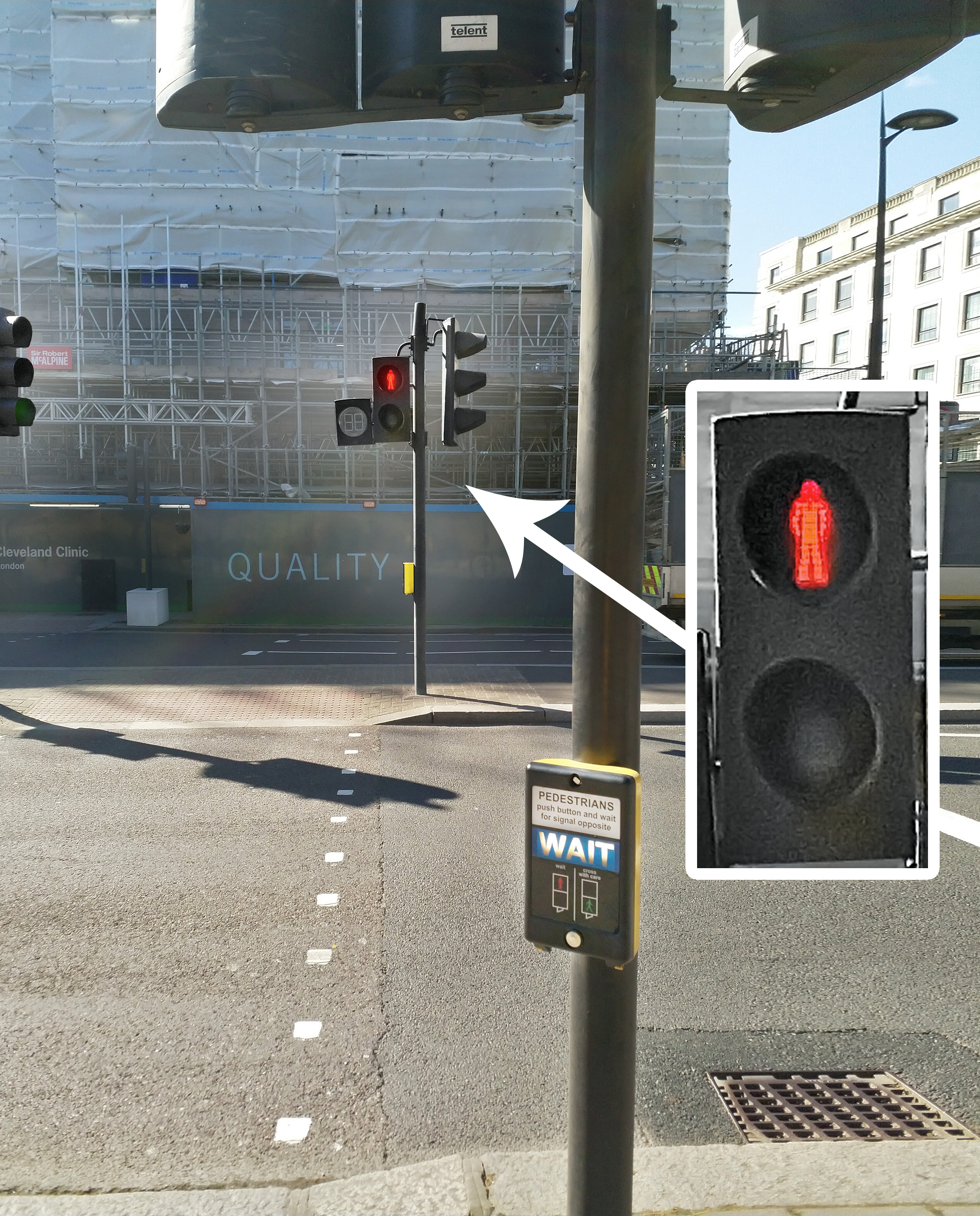
イギリスのペリカン・クロッシング

イギリスでは押しボタン式信号機を附帯設備とする横断歩道をペリカン・クロッシング（Pelican crossing）という。
また、トゥカンクロッシング（Toucan crossing）と呼ばれる歩行者及び自動車用の押しボタン式の横断歩道設備がある。この設備の特徴は歩行者自転車用信号の灯器は退避スペースにいる横断を始める前の横断者のみが確認できるようになっており、自動車ドライバーが横断者（及び車両用信号）に集中するよう視認性をコントロールした構造になっていることである。
なお、以上はクロッシングとあるように、押しボタン式信号機自体の名称ではなく押しボタン式信号機を附帯する横断歩道の名称をいう。